# Itsuka Owada
Itsuka Owada (geborene Itsuka Yahata; japanisch 八幡 いつか, Yahata Itsuka, jetzt Owada Itsuka; * 8. Mai 1980) ist eine japanische Biathletin.
Itsuka Owada versuchte sich zunächst ab 2006 eine Saison im Skilanglauf. Hier trat sie ausschließlich in Otoineppu und Sapporo in sechs Rennen des Far East Cup an und belegte Ränge zwischen sechs und 20. Zur Saison 2007/08 wechselte sie zum Biathlon. Ihre ersten Rennen bestritt die Japanerin im Rahmen des Biathlon-Europacups in Obertilliach, wo sie in ihrem ersten Rennen 43. im Einzel wurde. Noch im selben Jahr lief sie in Pokljuka ihren ersten Weltcup-Sprint und wurde 87. Höhepunkt der ersten Biathlon-Saison wurde die Teilnahme an den Biathlon-Weltmeisterschaften 2008 2008 von Östersund. Owada startete in drei Wettbewerben. Im Sprint wurde sie 82., im Einzel 71. und mit der japanischen Mixedstaffel kam sie auf den 18. Platz. In der folgenden Saison erreichte die Japanerin als 55. eines Einzels in Hochfilzen ihr bislang bestes Weltcup-Resultat. Höhepunkt der Saison wurden erneut die Weltmeisterschaften, die in Pyeongchang und damit erstmals in Asien ausgetragen wurden. Im Einzel lief Owada noch unter ihrem Geburtsnamen Yahata startend auf Platz 84 und wurde mit Fuyuko Suzuki, Megumi Izumi und Naoko Azegami 16. im Staffelwettbewerb. Im Sprintrennen bei den Biathlon-Weltmeisterschaften 2011 lief Itsuka Owada auf Rang 37 und damit zum ersten Mal in die Weltcup-Punktränge.

## Biathlon-Weltcup-Platzierungen
Die Tabelle zeigt alle Platzierungen (je nach Austragungsjahr einschließlich Olympische Spiele und Weltmeisterschaften).
- 1.–3. Platz: Anzahl der Podiumsplatzierungen
- Top 10: Anzahl der Platzierungen unter den ersten zehn (einschließlich Podium)
- Punkteränge: Anzahl der Platzierungen innerhalb der Punkteränge (einschließlich Podium und Top 10)
- Starts: Anzahl gelaufener Rennen in der jeweiligen Disziplin
- Staffel: inklusive Mixed- und Single-Mixed-Staffeln

| Platzierung         | Einzel | Sprint | Verfolgung | Massenstart | Staffel | Gesamt |
| ------------------- | ------ | ------ | ---------- | ----------- | ------- | ------ |
| 1. Platz            |        |        |            |             |         |        |
| 2. Platz            |        |        |            |             |         |        |
| 3. Platz            |        |        |            |             |         |        |
| Top 10              |        |        |            |             |         |        |
| Punkteränge         |        | 1      |            |             | 10      | 11     |
| Starts              | 7      | 12     |            |             | 10      | 29     |
| Stand: 5. März 2011 |        |        |            |             |         |        |